# Stadio Torquato Bresciani
Lo stadio comunale Torquato Bresciani, detto dei Pini, è un impianto sportivo polivalente di Viareggio.
È sede, nel periodo di Carnevale, della finale del Torneo di Viareggio.
Attualmente è uno dei tre stadi in Italia ad avere caratteristiche di efficienza energetica, sostenibilità ambientale e stabilità antisismica.

## Storia
Il Viareggio disputa gli incontri interni allo stadio dei Pini, inaugurato nella versione moderna il 18 luglio 1959, ma già usato dal 1942 al 1958, come Campo dei Pini, che durante la guerra era diventato l'ospedale da campo della Divisione Buffalo. Nel 1949 vengono aggiunte tribune con tavole in legno.
Lo stadio è intitolato alla memoria di Torquato Bresciani (Viareggio 1892-1980), presidente e tra i fondatori del CGC Viareggio e aveva una capienza di 7000 posti, poi ridotta per norme di sicurezza a 5000..
Con la ristrutturazione del 2025, è stata portata a 3750.
Si concluse, il 21 maggio, la quarta tappa del Giro d'Italia 1966, con il traguardo dentro lo stadio, dopo aver transitato lungo la pista in tennisolite per una volta.
La Nazionale femminile di calcio giocò la sua prima partita il 23 febbraio del 1968 a Viareggio, contro la Cecoslovacchia, (risultato 2-1 per le azzurre), ma non faceva ancora parte della Federazione Italiana Calcio Femminile, che nacque solo l'11 marzo a Viareggio.
Era sede, nel periodo estivo, del Meeting di atletica leggera dal 1972 al 1989. Lo Stadio dei Pini fu il primo in Italia ad essere dotato di una pista in tartan, inaugurata il 12 ottobre 1969. Sulla pista viareggina si sono registrati diversi record: ad esempio, Alessandro Andrei stabilì il 12 agosto 1987 il record del mondo del getto del peso.
Ospitò, tra gli altri, il concerto rock di Neil Young la sera di 11 settembre 1982.
Nel 1991 ospitò sette partite del Campionato mondiale di calcio Under-17 1991, tra cui due gare della Nazionale italiana Under-17.
Fu sede dei Campionati italiani assoluti di atletica leggera dal 18 al 21 luglio 2002.
Il 7 luglio 2009 ha ospitato la funzione commemorativa delle vittime dell'incidente ferroviario di Viareggio, alla quale hanno partecipato 30 000 persone fra cui il presidente della Repubblica Giorgio Napolitano. 

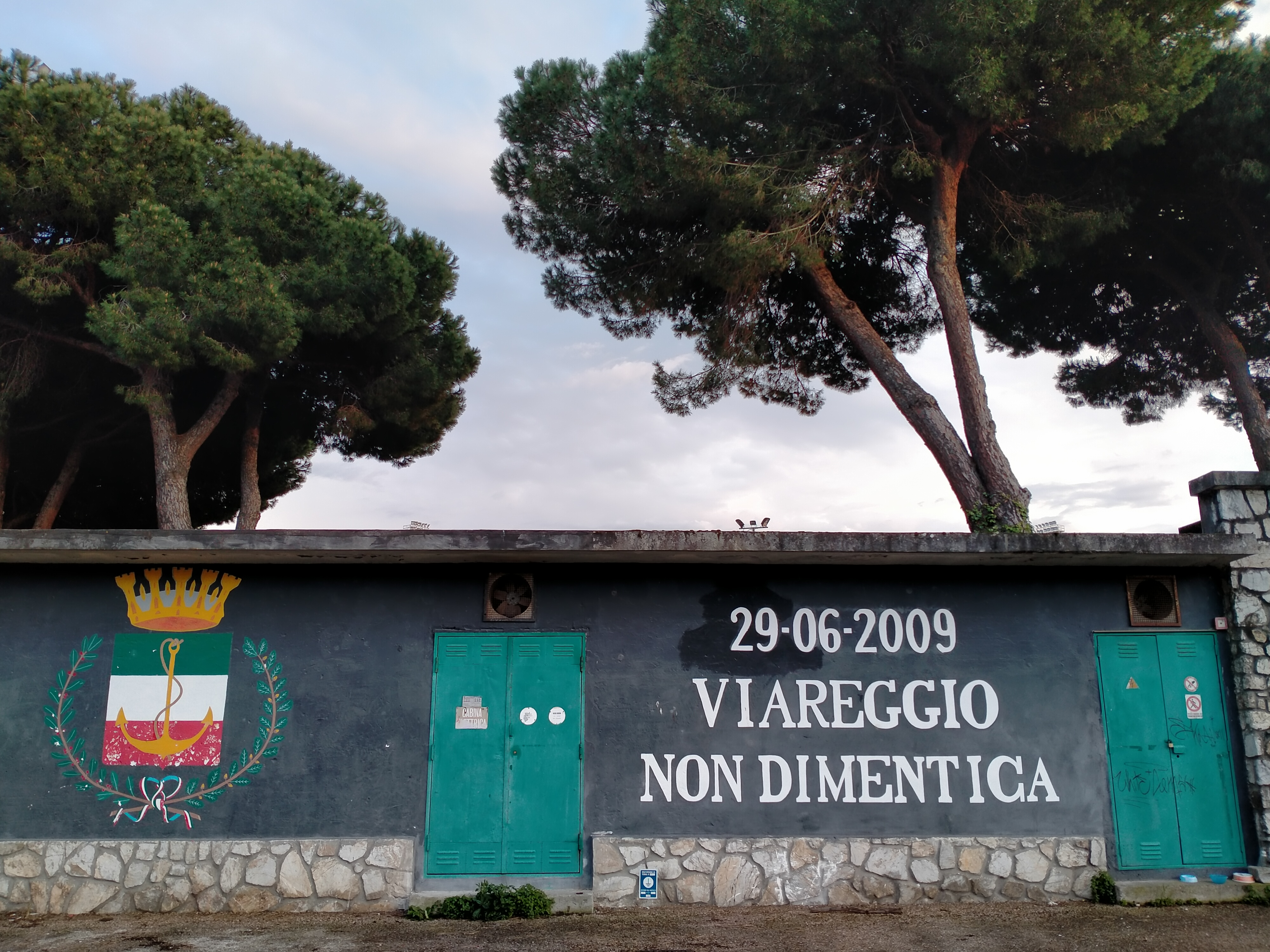
Il murale dedicato all'incidente ferroviario di Viareggio, all'esterno dello stadio

Il 25 luglio 2009 la pista di atletica è stata intitolata alla memoria del viareggino Arturo Maffei, campione di salto in lungo.
Si svolse il Concerto per Viareggio la sera di 19 agosto 2009.
Il 30 giugno 2018, lo stadio viene chiuso per inagibilità della tribuna scoperta, ma l'ultima partita giocata è del 29 aprile: Viareggio-Seravezza.
Il 14 settembre 2020 viene avviata, con la demolizione della gradinata, la completa ristrutturazione dell'impianto, che terminerà nel giugno 2025.
Viene riaperto provvisoriamente il 31 marzo 2025 in occasione della Finale del Torneo di Viareggio 2025 tra le formazioni Under-18 di Fiorentina e Genoa, in attesa della completa ristrutturazione con inaugurazione a settembre 2025.

## Ristrutturazione
- 15 novembre 2019: viene incaricato il prof. Mauro Sassu del Dipartimento di ingegneria civile e ambientale dell’Università di Pisa per stabilire tutti i lavori necessari.[13]
- 14 settembre 2020: inizia la demolizione della gradinata; andrà avanti per qualche mese.[9][10][11]
- 12 marzo 2021: al via la gara per la progettazione dei lavori.[14]
- 2 settembre 2021: Chiusa la gara per il progetto esecutivo dello stadio dei Pini.[15]
- 14 settembre 2022: viene presentato il progetto esecutivo e definitivo ad opera dello studio Sportium di Milano e la supervisione dell’architetto Giuseppe De Martino.[16]
- 19 ottobre 2022: approvato il progetto definitivo.
- 27 dicembre 2022: al via la gara per i lavori.
- 17 febbraio 2023: viene aggiudicato dalla ditta Costigliola Antonio s.r.l. con sede a Milano l’appalto per il rifacimento dello Stadio dei Pini Torquato Bresciani.  L’importo totale dell’opera è di € 9.277.606,56.[17]
- 12 giugno 2023: apertura del cantiere per il rifacimento dello stadio. Dopo un'attesa di 5 anni dalla chiusura, tutti i passaggi burocratici, i pareri favorevoli, il COVID-19 e il reperimento delle risorse (10 milioni di euro circa), iniziano i lavori. Tempi previsti: 540 giorni (1 anno e sei mesi). Ma potrebbero allungarsi (2 anni). Sarà uno stadio omologato per la Serie C. Con ampliamento in caso di Serie B.
- 21 dicembre 2023: il secondo lotto (nuova pista di atletica leggera in tartan azzurro e nuovo manto erboso del terreno di gioco) viene aggiunto al primo, con un ulteriore esborso di 1 milione e mezzo di euro da parte del Comune. Sarà sempre la ditta Costigliola a terminare tutti i lavori.
- 30 giugno 2025: vengono dichiarati conclusi i lavori. Manca ancora il collaudo della cabina elettrica. Si dovrà aspettare il 25 luglio 2025 per terminare i lavori alle Torri Faro. Il consolidamento delle mura perimetrali è previsto per il 30 novembre 2025.

## Lavori eseguiti 2023-2025
Tribuna ovest: 1980 posti a sedere, nuove scale di accesso, ascensore. Travi in acciaio a sostegno della struttura. Nuovo solaio con pannelli solari e fotovoltaici.
Copertura laterale con pannelli di alluminio cromati. Maxi schermo. Riqualificati con nuova impiantistica spogliotoi e tutti gli ambienti interni.
Tribuna est: completamente nuova in calcestruzzo prefabbricato con possibilità di copertura eventuale. Due settori: uno da 1160 posti a sedere e l'altro settore ospiti da 580 con seggiolini. Totale 1740 posti.   
Pista di atletica: completamente nuova in tartan azzurro.
Campo di calcio: completamente nuovo in erba.
Torri faro: ristrutturate con sistema illuminazione a led.
Pensiline di accesso e mura perimetrali: riqualificate.
Sala Stampa: 20 posti.

## Incontri importanti
L'11 agosto 2010, alle ore 21:00, si svolse l'incontro amichevole di calcio tra le nazionali Under 21 dell'Italia e della Danimarca. Il risultato fu 2-2. Marcatori: 20′ Lyng, 52′ L. Nielsen, Paloschi 64′, Ranocchia 81′. Arbitro: Soares Dias (Portogallo).

## Galleria d'immagini

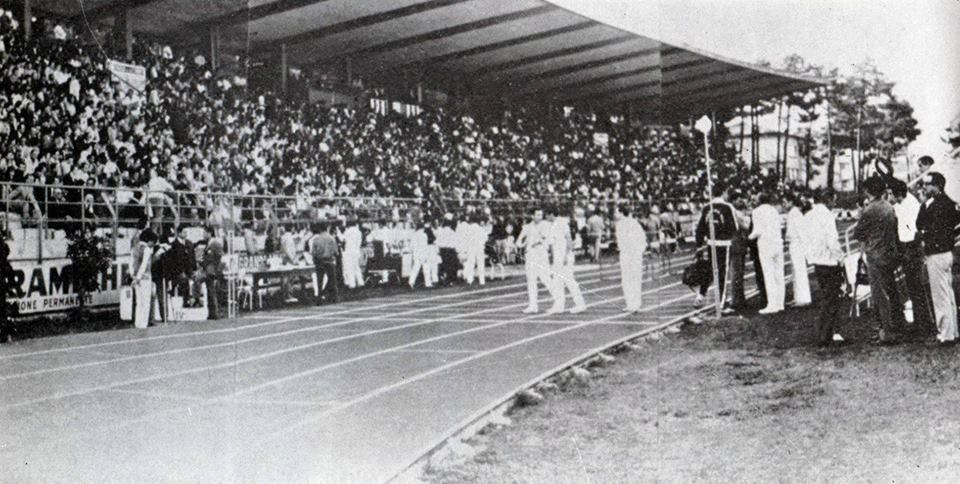
Inaugurazione della pista d'atletica dello stadio di Viareggio il 12 ottobre 1969
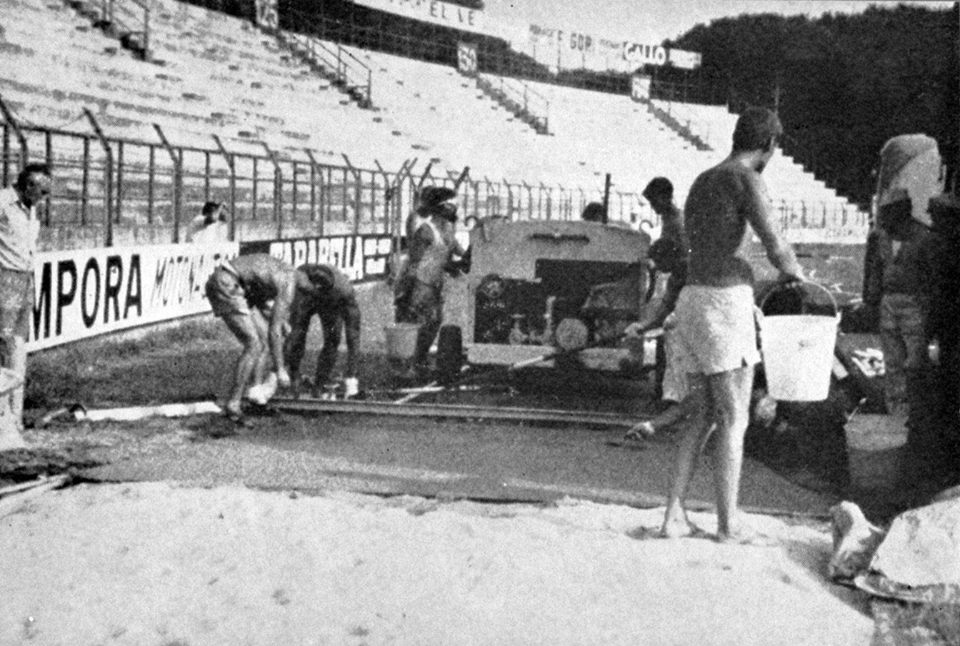
Lavori di costruzione per la pista in tartan per l'atletica leggera nel 1969
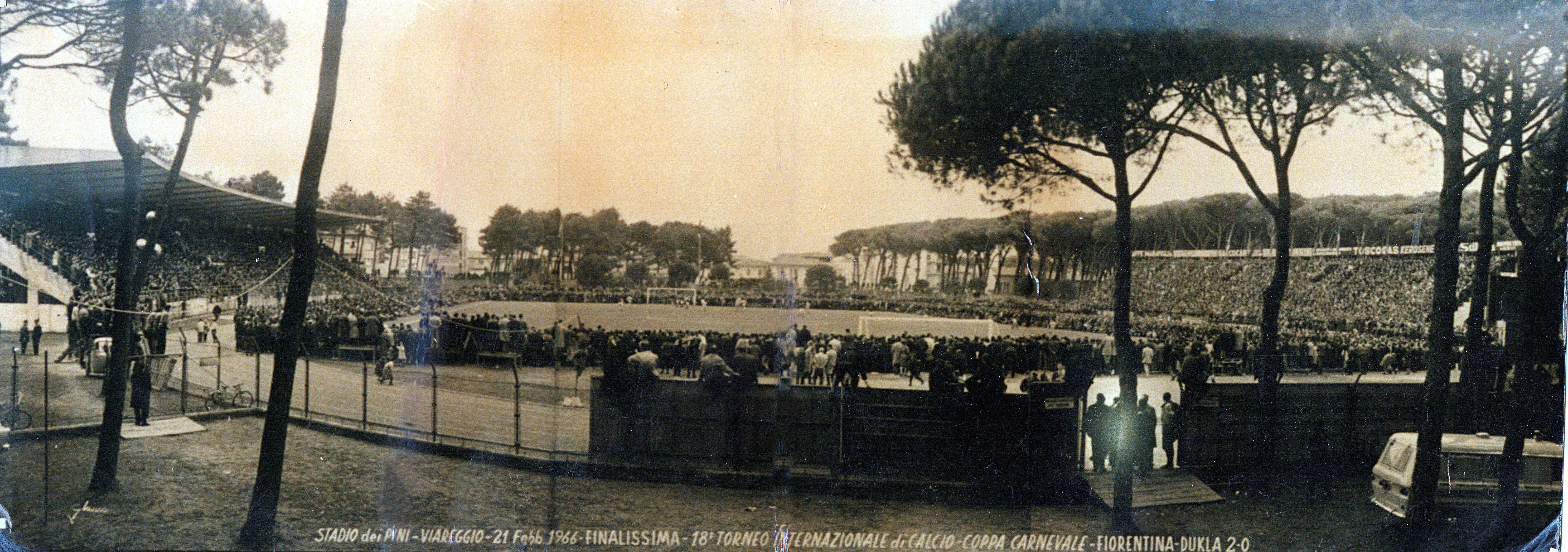
Finale del Torneo di Viareggio del 1966 tra Fiorentina e Dukla Praga terminata 2-0